# 樹林區農會
樹林區農會位於新北市樹林區，為地方上重要的金融機構，亦是各級基層農會綜合事業盈餘名列前茅的指標農會。

## 歷史沿革
前身為「有限責任樹林信用組合」，該組織於1917年6月12日呈准設立並於6月17日起開始營業。1932年4月變更章程，於次年12月起增辦販賣業務，改稱為樹林信用利用購買販賣組合。於1946年4月24日時，根據農業法與合作法之規定，將農業會重新劃分為農會與合作社兩大系統。
1949年2月5日，由台灣省政府第八次委員會議，通過農會與合作社合併改組為農會，同年7月20日頒行台灣省之農會合作社合併辦法,及其實施大綱並成立合併督導委員會，1950年元旦改稱為樹林鎮農會。台北縣政府八八北府民一字第340233號函准，樹林鎮自88年10月4日起改制為樹林市，一併改稱為樹林市農會，2010年12月25日，配合五都縣市改制直轄市，更名為樹林區農會。

## 轄下單位
- 信用部據點
  - 樹農本會
  - 山佳分部
  - 大同分部
  - 復興分部
  - 三多分部
  - 金寮分部
  - 大學城分部
  - 柑園分部
  - 保安分部
  - 東山分部
  - 圳安分部
- 供銷部
- 加油站

## 爭議事件
板橋地檢署王正皓檢察官指揮法務部調查局臺北縣調查站偵辦樹林農會涉及不法貸款或放款弊案，業經偵查終結，共起訴22人，包括樹林市農會信用部主任鄭淑貞、圳安分部主任鄭玉麟、放款專員鄭驥、猐寮分部（現改名金寮分部）前主任劉麗珠及其他專員、員工等13人，及辦理不動產買賣業者藍國珍等9人。該事件亦引發樹林農會擠兌事件

## 外部鏈結
- 樹林區農會 （页面存档备份，存于）
- 北區農會電腦共同利用中心 （页面存档备份，存于）